# ارکیده یک‌روزه
ارکیده یک‌روزه (نام علمی: Acianthus caudatus) نام یک گونه از تبار درازگوشان است.